# Лукан Хашнов
Лукан Гечов Хашнов е български строителен инженер и академик.

## Биография
Лукан Хашнов е роден през 1862 г. в Ловеч. Той е син на Гечо Хашнов и Величка Хашнова. Учи в първоначално училище в Ловеч. Завършва гимназия в Пардубице, Чехия (1882). Учи строително инженерство в Прага, Чехия (1882 – 1883). Завършва специалността във Виенската политехника (Австрия). Завръща се в България през 1888 г.

### Трудов път
Работи като окръжен инженер в Ловеч. Помощник на главния инженер, инженер инспектор по мостове и шосета в Дирекция на обществените сгради (София). Проектира много от първите железопътни линии след Освобождението: Ямбол-Бургас (1888), София – Перник (1893), участъка в прохода Хаинбоаз (1897 – 1898), София-Варна. Неговия проект за трансбалканската магистрала Дунав-Бяло море (1911) е публикуван в официалното издание „Железопътен сборник“. Тук за пръв път развива идията за тунел Троян-Карлово. Автор е на проекта за Централна гара София от 1903 г. По негови проекти са изградени канализационните мрежи на Варна, Стара Загора и Ихтиман. Инициатор и автор на проекта за изграждане на „Железния мост“ в гр. Ловеч.

### Академик
Автор на едно от първите технически ръководства на български език „Тахиметрия“ (1895). Дописен член на Българското книжовно дружество, днес Българска академия на науките (1898), действителен член от 1900 г. Член на дружеството на строителните инженери във Франция (1898).

### Награди
- Сребърен медал „За строителството на жп линия Ямбол-Бургас“.
- Орден За гражданска заслуга V ст. (1892)